# Фатх аль-интифада
Фатх аль-интифада (араб. فتح الانتفاضة‎) — палестинская военизированная организация, основанная полковником Саидом аль-Мурагхой, более известным как Абу Муса. Организация часто упоминается как «Фракция Абу Мусы». Официально именует себя Движением за национальное освобождение Палестины — «ФАТХ» (араб. حركة التحرير الوطني الفلسطيني - فتح‎), идентично названию главного движения ФАТХ. ФАТХ аль-интифада не является частью Организации освобождения Палестины.